# 淺尾藩
雲出藩（日语：／／ Kumozu-han */?）是日本伊勢國一志郡雲出的藩，慶長8年或慶長10年（1603年或1605年）時轉移至備中國賀陽郡而創立淺尾藩（日语：／ Asao-han */?），寬永13年8月23日（1636年9月22日）廢藩，文久3年11月24日（1864年1月3日）再次創藩，明治4年7月14日（1871年8月29日）再次廢藩。
石高是10,000石，藩廳最初位於井手村，文久3年時轉移至門田村淺尾（淺尾陣屋），藩校創建於嘉永年間（1848年至1858年），稱為學問所，其後在文久3年11月再次創藩後又創辦藩校集義館，人口是1,642戶6,674人。武家屋敷方面，江戶藩邸上屋敷位於小川町、二合半坂下和小日向築地，下屋敷位於目白台和駒込動坂，抱屋敷位於谷中。

## 歷史
蒔田廣定原本領有10,016石，定居於伊勢國一志郡雲出，領地涵蓋伊勢國、備中國和河內國大縣郡太平寺村。關原之戰爆發後，廣定作為西軍敗北，戰後蟄居於高野山。根據《恩榮錄》記載，廣定在慶長5年（1600年）獲安堵於備中國，也就是說他曾經被改易。然而，《古今武家盛衰記》、《廢絕錄》和《日本戰史》均沒有記載其被改易。
慶長8年或慶長10年（1603年或1605年），廣定在淺野長政和淺野幸長的調解下獲赦免，並且獲德川家康下賜約10,016石，領地是備中國賀陽郡2村約4,431石、窪屋郡3村約3,216石、淺口郡2村約716石、河內國大縣郡太平寺村104石、山城國久世郡佐古村432石、攝津國豐島郡熊野田村約427石和八部郡2村約688石。原本領有的雲出變為富田信高的領地，信高在慶長13年（1608年）轉封至伊予宇和島藩後，雲出則改由伊勢津藩藤堂氏領有。
寬永13年8月23日（1636年9月22日），廣定死去，由其子蒔田定正繼位，他雖然原本領有相模國大住郡內500石和甲斐國山梨郡內800石，不過他在繼位後分知備中國窪屋郡、賀陽郡、淺口郡、山城國久世郡、攝津國豐島郡和八部郡內3,000石予其弟蒔田長廣，定正的石高變為8,310石，淺尾藩因此廢藩。
寬永17年12月29日（1641年2月9日），定正死去，由其子蒔田定行繼位，他分知約1,300石予其弟蒔田定則（蒔田定成），淺尾領的石高減至約7,000石。天和2年（1682年），定行獲加增上野國山田郡、勢多郡和新田郡內700石。元祿11年（1698年），蒔田定矩將上野國的領地轉移至備中國賀陽郡內。
文久3年11月24日（1864年1月3日），蒔田廣孝由於在江戶戒備有功而獲調整石高至10,000石而再次創藩，為定府大名，陣屋也從賀陽郡井手村轉移至同郡門田村淺尾。元治元年（1864年），廣孝獲任命為京都見廻役，與新選組一同維持京都的治安。慶應2年（1866年）4月，當時為佐幕的淺尾藩的淺尾陣屋與倉敷代官所一同遭到第二奇兵隊立石孫一郎等130人擅自襲擊而化為灰燼，即倉敷淺尾騷動。
慶應3年（1867年）6月，廣孝稱病辭任京都見廻役。慶應4年（1868年），廣孝聽從備前岡山藩藩主池田茂政的意見而歸順朝廷。同年2月23日（3月16日），廣孝奉命監視備中國內的幕府領。其後，淺尾藩也一度與備中新見藩一同出兵，同年4月25日（5月17日）獲准收兵。明治4年7月14日（1871年8月29日），廢藩置縣。

## 歷任
| 家名   | 家格                  | 名稱     | 石高              |
| ------ | --------------------- | -------- | ----------------- |
| 蒔田家 | 外樣 陣屋             | 蒔田廣定 | 10,016石          |
| 蒔田家 | 旗本寄合席            | 蒔田定正 | 8,310石           |
| 蒔田家 | 旗本寄合席            | 蒔田定行 | 7,000石↓ 7,700石  |
| 蒔田家 | 旗本寄合席            | 蒔田定矩 | 7,700石           |
| 蒔田家 | 旗本寄合席            | 蒔田定英 | 7,700石           |
| 蒔田家 | 旗本寄合席            | 蒔田定安 | 7,700石           |
| 蒔田家 | 旗本寄合席            | 蒔田定靜 | 7,700石           |
| 蒔田家 | 旗本寄合席            | 蒔田定祥 | 7,700石           |
| 蒔田家 | 旗本寄合席            | 蒔田定邦 | 7,700石           |
| 蒔田家 | 旗本寄合席            | 蒔田定庸 | 7,700石           |
| 蒔田家 | 旗本寄合席            | 蒔田廣運 | 7,700石           |
| 蒔田家 | 旗本寄合席↓ 譜代 陣屋 | 蒔田廣孝 | 7,700石↓ 10,000石 |

## 領地
| 令制國 | 郡     | 領地                                                               |
| ------ | ------ | ------------------------------------------------------------------ |
| 攝津國 | 八部郡 | 太井畑村                                                           |
| 備中國 | 窪屋郡 | 三和村、下林村、下林村之內中林、上林村、小屋村                     |
| 備中國 | 淺口郡 | 大谷村、大谷村之內中島新田、須惠村                                 |
| 備中國 | 賀陽郡 | 門田村、小寺村、福井村、金井戶村、清水村、井手村、井尻野村、延友村 |

## 註解
1. ↑  居所所在地現為三重縣津市雲出本鄉町（日语：雲出村）[1]。
2. ↑  現行對應地名如下[5]：
  - 井手村分別現為岡山縣總社市井手（日语：総社町 (岡山県)）。
  - 門田村現為總社市門田、中央和站前（日语：浅尾村）。
3. ↑  現行對應地名如下[9]：
  - 小川町現為東京都千代田區神田小川町。
  - 二合半坂是千代田區富士見1丁目與飯田橋1丁目交界的斜坡。
  - 小日向築地現為東京都新宿區東五軒町、西五軒町、水道町、築地町、文京區水道1和2丁目[10]。
  - 動坂是文京區千駄木4丁目與本駒込4丁目交界的斜坡。
4. ↑  太平寺村現為大阪府柏原市太平寺（日语：堅下）[11]。
5. ↑  現行對應地名如下：
  - 佐古村現為京都府久世郡久御山町佐古（日语：佐山村 (京都府)）[12]。
  - 熊野田村現為大阪府豐中市熊野町、上野東、赤坂、東豐中町、新千里南町、上野西、夕日丘、西泉丘、綠丘、栗丘町、廣田町、東泉丘和旭丘（日语：旭丘 (豊中市)）一帶[13]。

## 外部連結
- . kotobank （日语）.